# Jornada Mundial de la Joventut 2019
La Jornada Mundial de la Joventut 2019 (JMJ 2019, o XXXIV Jornada Mundial de la Joventut) de l'Església catòlica es va realitzar a la Ciutat de Panamà del 22 al 27 de gener del 2019. És la tercera JMJ que tindrà lloc a Amèrica Llatina, després de Buenos Aires (JMJ 1987) i Rio de Janeiro (JMJ 2013).
La seu va ser anunciada pel Papa Francesc el 31 de juliol de 2016, al finalitzar l'acte de la Jornada Mundial de la Joventut de Cracòvia 2016. El cardenal Farrell va afirmar que es realitzarà el gener de 2019, a causa que al juliol i agost les pluges són torrencials, i poden durar tots els dies de la jornada. Els esdeveniments centrals de la jornada es van realitzar a la Cinta Costera 1, després de ser consultat a les Conferències Episcopals del món, i va ser triat per ser el més adequat i semblant als llocs de jornades anteriors.

## Anunci
L'anunci va ser fet pel papa Francesc a la missa d'enviament de la Jornada Mundial de la Joventut a Cracòvia, el 31 de juliol de 2016, en la qual es trobava el president de Panamà, Juan Carlos Varela. És de ressaltar que aquest havia acudit a les dues jornades anteriors en qualitat de pelegrí. El papa Francesc va saludar el president i la seva dona després de l'anunci i va convidar els bisbes panamenys a passar al davant.
El papa Francesc també va dir que no sap si estarà en aquesta jornada com a successor de Pere: «Jo no sé si seré a Panamà, però Pere estarà [···]».

## Lema
Sóc la serventa del Senyor: que es compleixi en mi la teva paraula. (Lc 1,38 Arxivat 2018-08-05 a Wayback Machine.), és el lema de la jornada, el qual va ser anunciat el 22 de novembre de 2016, i té com a principals eixos a la Mare de Déu i la Vocació, a més de ser la culminació de les temàtiques de les Jornades Diocesanes de la Joventut de 2017 i 2018. També coincideix amb els resultat de la XV Assemblea General Ordinària del sínode dels Bisbes sobre la joventut, la fe i el discerniment vocacional, que es va realitzar el 2018.

## Logotip i himne

### Logotip
El 14 de maig de 2017 es va revelar el logotip de la JMJ 2019, durant la XLVII Cita Eucarística. El disseny va ser elegit entre 103 propostes presentades a l'Arxidiòcesi de Panamà, en un concurs que va tenir com a guanyadora a Ambar Calvo, estudiant d'arquitectura. Apareix el Canal de Panamà com a símbol del camí que els pelegrins recorren fins a Jesús guiats per Maria. També apareix la Creu pelegrina. Els punts signifiquen dues coses: són la corona de la Verge, però també els pelegrins que van en camí cap a la jornada des dels 5 continents.

### Himne
Igual que el logotip, la creació i edició de l'himne oficial va ser sotmès a un concurs, on diverses propostes van ser presentades a l'Arxidiòcesi de Panamà. L'himne guanyador va ser Hágase en mí, según tu palabra, escrit i compost per Abdiel Jiménez, catequista i salmista de la parròquia de Crist Ressuscitat de San Miguelito, autor de diverses composicions litúrgiques i membre de diversos cors que pertanyen a la Facultat de Ciències Religioses de Universitat Catòlica Santa María La Antigua. El tema és el triat pel Papa Francesc per a la JMJ: Sóc la serventa del Senyor: que es compleixi en mi la teva paraula. (Lc 1,38 Arxivat 2018-08-05 a Wayback Machine.).
El 3 de juliol, durant el XLVII Sopar de Pa i Vi que es va realitzar al Centre de Convencions ATLAPA, l'himne va ser presentat davant prop de 3000 persones, juntament amb la presència dels bisbes panamenys i el president Juan Carlos Varela. L'arquebisbe de Panamà, José Domingo Ulloa Mendieta, ha manifestat que «aquest himne expressa la missió a la qual estem cridats com a deixebles i missioners en aquests temps, a exemple de la Mare de Déu».
L'himne oficial de la XXXIV Jornada Mundial de la Joventut a Panamà és en castellà, amb els ritmes típics de la cultura panameña, i s'ha registrat en les 5 llengües oficials de les JMJ (castellà, anglès, francès, italià i portuguès). «La Jornada Mundial de la Joventut és un esdeveniment internacional i multilingüe, de manera que l'himne ha de ser cantat en diferents idiomes i, encara que s'espera que la majoria dels pelegrins siguin castellanoparlants, no podem oblidar que molts parlaran portuguès, anglès, italià o francès», va dir Pedro Guevara Mann, director artístic de la JMJ 2019.

### Monedes commemoratives a la JMJ 2019
El Ministeri d'Economia i Finances (MEF), va declarar que a partir del 8 d'octubre del 2018, circularan monedes commemorantives a la JMJ 2019, donant continuïtat a la normativa de la llei 78 de 2017 que aprovar monedes de circulació, referents a aquest històric esdeveniment.

## Patrons i intercessors[9]
| Imatge | Nom                            | Descripció |
| ------ | ------------------------------ | --- |
|        | Sant Óscar Arnulfo Romero      | Sacerdot salvadoreny assassinat per la seva defensa dels drets humans. «Pastor bo, ple d'amor de Déu i proper als seus germans». |
|        | Santa María la Antigua         | Patrona de la República del Panamà.                                                                                              |
|        | Sant José Sánchez del Río      | Màrtir crister. |
|        | Sant Juan Diego                | Missatger de la Verge de Guadalupe.                                                                                              |
|        | Beata Sor María Romero Meneses | Religiosa salesiana nicaragüenca, fundadora d'obres socials per als més necessitats.                                             |
|        | Sant Joan Bosco                | Patró de la joventut. |
|        | Sant Joan Pau II               | Iniciador de la JMJ |
|        | Sant Martín de Porres          | Dominic peruà, primer sant mulat d'América.                                                                                      |
|        | Santa Rosa de Lima             | Mística peruana, primera santa d'América.                                                                                        |

## Dies a les diòcesis
En una reunió entre els responsables de l'organització de l'esdeveniment i l'Església de Costa Rica es va donar a conèixer que totes les diòcesis de Costa Rica rebran a milions de pelegrins una setmana abans de la JMJ 2019, per a participar del programa especial denominat «Dies a les diòcesis» o «Prejornada».
De la mateixa manera, les diòcesis de Nicaragua anaven a acollir part dels pelegrins durant els Dies a les diòcesis. Però el 27 de juliol de 2018, per mitjà d'un comunicat de premsa de l'arxidiòcesi de Panamà, es va donar a conèixer que l'Església nicaragüenca es retirava de l'organització dels Dies a les diòcesis a causa de les protestes a Nicaragua que havien deixat centenars de ferits i morts.
En total van ser 13 diòcesis i arxidiòcesis que van acollir els dies previs a la jornada:
- Les 5 diòcesis panamenyes (Chitré, Santiago, Colon-Kuna Yala, David i Penonomé).
- Les 8 diòcesis Costa Rica: l'Arquidiócesis de San José, i les diócesis d'Alajuela, San Isidro de El General, Tilarán, Limón, Ciudad Quesada, Puntarenas i Cartago.